# Kaiserliches Hofamt

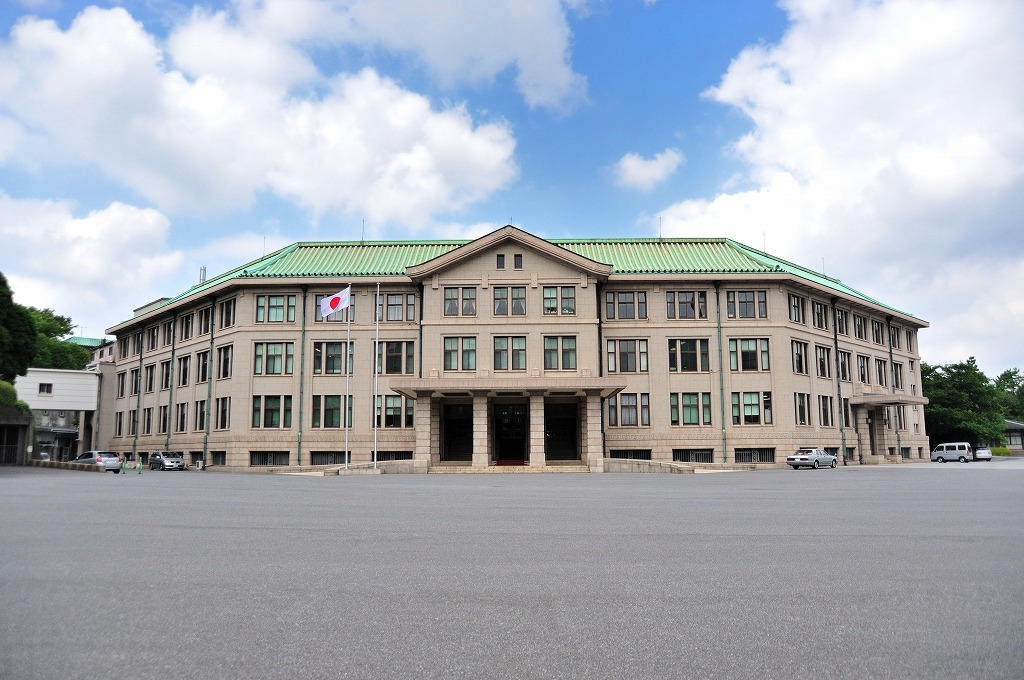
Kaiserliches Hofamt auf dem Gelände des Kaiserpalastes in Tokio

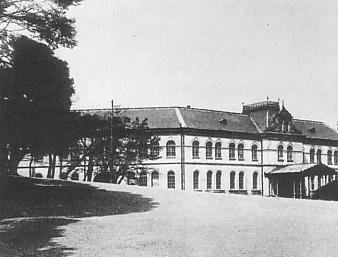
Das Hofministerium in der Meiji-Zeit (damalige Adresse: Bezirk Kōjimachi, Stadt Tokio, Präfektur Tokio)

Das Kaiserliche Hofamt (jap. 宮内庁, Kunai-chō) ist ein dem Kabinett des Premierministers von Japan unterstehendes Regierungsamt in Japan, das (im Sinne von Artikel 7 der Verfassung Japans) für Staatsangelegenheiten in Bezug auf das japanische Kaiserhaus zuständig ist. Die Behörde geht zurück auf das im 8. Jahrhundert gegründete Kaiserliche Hofministerium (宮内省, Kunai-shō) des Ritsuryō-Systems, 1947 in Kunai-fu (宮内府) umbenannt, und erhielt 1949 den heutigen Namen. Das Hofministerium im Kaiserreich war unabhängig von der Regierung, es wurde von einem Hofminister (kunai-daijin) geleitet, der als solcher nicht dem Kabinett angehörte. (Allerdings war der erste moderne Hofminister 1885, Itō Hirobumi, gleichzeitig der erste Premierminister.) Das Hofamt seit 1947 untersteht im Zuständigkeitsbereich des Premierministers dem Kabinett und wird von einem kunai-fu/-chō chōkan („Amtsleiter“, „Chef“) geleitet. Seit der Restrukturierung der Zentralregierung 2001 untersteht das Hofamt dem neu geschaffenen Kabinettsamt. Ins Englische wird der Amtsleiter als Großhofmeister (Grand Steward) übersetzt. Das Amt beschäftigt 1080 Beamte, die oft vorübergehend aus anderen Ministerien abgestellt sind.
Das Amt umfasst das Büro des Großhofmeisters, das Leitungsgremium der Kammerherren, die Leitung der Abteilung für Zeremonien, Archive und Mausoleen, die Abteilung für Instandhaltung und Arbeiten, den Haushalt des Kronprinzen und das Büro Kyoto.
Der Sitz des Amtes befindet sich in Chiyoda (im Bezirk Chiyoda, Präfektur Tokio) auf dem Gelände des Kaiserpalastes in Tokio. Neben den Tagesaufgaben wie Staatsbesuchen, Organisation von Ereignissen, Erhaltung der traditionellen Kultur, Verwaltungsfunktionen usw. ist das Amt auch für die in ganz Japan verstreuten kaiserlichen Residenzen und Grabstätten (wie den antiken Kofun) zuständig. Besucher, die den Kaiserpalast in Kyōto, die kaiserliche Katsura-Villa oder andere Orte besichtigen wollen, sollten sich zuerst beim Amt für eine Führung anmelden.
Das Amt wurde oft dafür kritisiert, dass es Mitglieder der kaiserlichen Familie von der japanischen Öffentlichkeit isoliere und auf veralteten Bräuchen bestehe, anstatt eine zugänglichere, volksnähere Monarchie zuzulassen. Diese Kritik verstummte in den letzten Jahren zunehmend, als vor allem Kaiser Akihito viel dazu beitrug, die Monarchie weniger elitär zu gestalten.